# Isaac Curtis
Isaac Fisher Curtis (Santa Ana, 20 ottobre 1950) è un ex giocatore di football americano statunitense che ha militato nel ruolo di wide receiver per tutta la carriera con i Cincinnati Bengals della National Football League.

## Carriera
Curtis fu scelto nel corso del primo giro (15º assoluto) del Draft NFL 1973 dai Cincinnati Bengals. Divenne titolare già nella sua prima stagione, facendo registrare 45 ricezioni per 843 yard e 9 touchdown. L'anno seguente segnò un primato in carriera di 10 marcature. La sua stagione più produttiva fu quella del 1975 in cui ricevette 44 passaggi per 934 yard, guidando la lega con 21,2 yard medie a ricezione.
Nel 1977 Curtis fu limitato da un infortunio a 20 ricezioni in 8 partite ma si riprese l'anno seguente con un primato personale di 47 ricezioni per 737 yard e 3 touchdown. Continuò a giocare sulla maggior parte dei giochi sui passaggi dei Bengals fino alla sua 11ª e ultima stagione nel 1984, quando ebbe 12 ricezioni.
Curtis fu convocato per quattro Pro Bowl consecutivi (1973–1976) e inserito per tre volte nel Second-team All-Pro (1974–1976). Nel 1981 raggiunse con i Bengals il Super Bowl XVI, dove ricevette 3 passaggi per 42 yard. Anni dopo il suo ritiro, il suo quarterback Ken Anderson disse che Curtis era "Jerry Rice prima di Jerry Rice".
Le sue 17,1 yard per ricezione sono un record dei Bengals e le sue 7.101 yard ricevute furono un record di franchigia che fu superato da Chad Johnson il 16 settembre 2007. I suoi 53 touchdown su ricezione furono un record dei Bengals finché non furono superati da Carl Pickens su finire degli anni novanta.

## Palmarès

### Franchigia
- American Football Conference Championship: 1

Cincinnati Bengals: 1981

### Individuale
- Convocazioni al Pro Bowl: 4

1973–1976
- Second-Team All-Pro: 3

1974–1976